# Bertrange-Strassen vasútállomás
Bertrange-Strassen vasútállomás Luxemburgban, Bartringen településen található.

## Vasútvonalak
Az állomást az alábbi vasútvonalak érintik:
- CFL 50-es vonal

## Kapcsolódó állomások
A vasútállomáshoz az alábbi állomások vannak a legközelebb:
- Luxemburg vasútállomás
- Mamer Lycée vasútállomás